# ناو تسوشیما
ناو تسوشیما (به انگلیسی: Japanese cruiser Tsushima) یک کشتی بود که طول آن ۱۰۲ متر (۳۳۴ فوت ۸ اینچ) بود. این کشتی در سال ۱۹۰۲ ساخته شد.